# 제러미 스콧

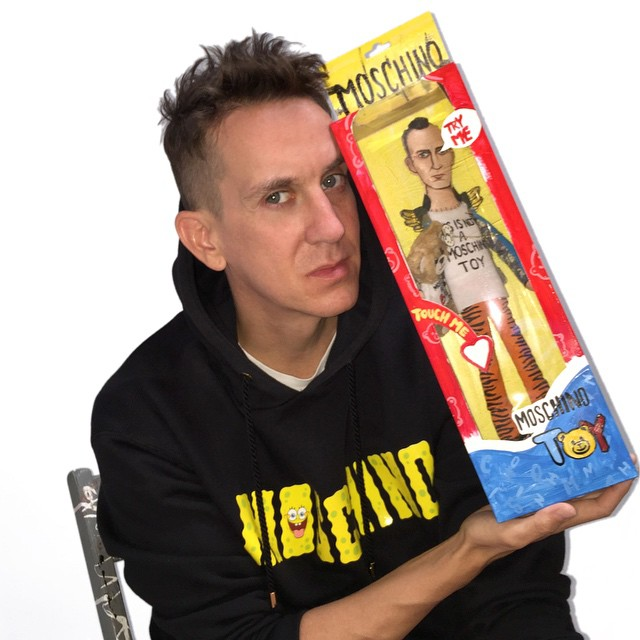

제러미 스콧(Jeremy Scott, 1975년 8월 8일 ~ )은 미국의 패션 디자이너이다.